# Тан Ві Кйонг
Тан Ві Кйонг (малай. Tan Wee Kiong, нар. 21 травня 1989) — малайзійський бадмінтоніст, срібний призер Олімпійських ігор 2016 року.

## Виступи на Олімпіадах
| Олімпіада           | Дисципліна    | Місце |
| ------------------- | ------------- | ----- |
| Ріо-де-Жанейро 2016 | парний розряд | 2     |

## Зовнішні посилання
- Тан Ві Кйонг — олімпійська статистика на сайті Sports-Reference.com (англ.) (архівна версія)